# Don't Tell Me (chanson d'Avril Lavigne)
Pour les articles homonymes, voir Don't Tell Me.
Singles de Avril Lavigne
Losing Grip
(2003) My Happy Ending
(2004)
Clip vidéo
[vidéo] « Don't Tell Me », sur YouTube
Don't Tell Me est une chanson de la chanteuse canadienne Avril Lavigne extraite de son second album studio Under My Skin, sorti le 12 mai 2004.
Environ deux mois avant la sortie de l'album, le 1er mars 2004, la chanson a été publiée en single aux États-Unis. C'était le premier single de cet album.
Aux États-Unis, la chanson a atteint la place 24 sur le Hot 100 du magazine Billboard. Au Royaume-Uni, le single avec la chanson a atteint le numéro 9 dans le hit parade national.
Le clip est réalisé par Liz Friedlander.